# Западно-Ракушечное нефтяное месторождение
Западно-Ракушечное — нефтяное месторождение в России. Расположено в акватории Каспийского моря.
Балансовые запасы нефти по Западно-Ракушечному месторождению по категории (С1+С2) составляют: (геологические / извлекаемые) 73.498 / 23.069 млн.т, в том числе в пределах лицензионного участка ООО «Каспийская нефтяная компания»: запасы нефти геологические / извлекаемые (С1+С2) — 43.247 / 11.035 млн.т.
Открыто в 2008 году Каспийской нефтяной компанией, в которую входят «Роснефть» (доля 49,892 %), «Лукойл» (доля 49,892 %) и «Газпром» (доля 0,216 %). Месторождение было обнаружено во время подготовки «Лукойлом» ввода в эксплуатацию первой платформы на соседнем месторождении имени Юрия Корчагина.
1 октября 2013 года «Каспийская нефтяная компания» получила сквозную лицензию, позволяющую начать разработку открытого месторождения.
В 2010 году на том же участке была пробурена скважина Укатная-1, но она вскрыла слабо насыщенные нефтью пласты и была ликвидирована без испытания.
В 2012 году началась подготовка скважины Рыбачья-1, строительство которой намечалось на 2013 год. Однако к бурению оценочной скважины удалось приступить только в 2014 году. На данный момент скважина пробурена.